# Comuna Balamutivka, Iarmolînți
Balamutivka (în ucraineană Баламутівка) este o comună în raionul Iarmolînți, regiunea Hmelnîțkîi, Ucraina, formată din satele Balamutivka (reședința) și Luhove.

## Demografie
Componența lingvistică a comunei Balamutivka
     Ucraineană (97,72%)
     Rusă (1,95%)
     Alte limbi (0,11%)
Conform recensământului din 2001, majoritatea populației comunei Balamutivka era vorbitoare de ucraineană (97,72%), existând în minoritate și vorbitori de rusă (1,95%).